# Napad na ekspres

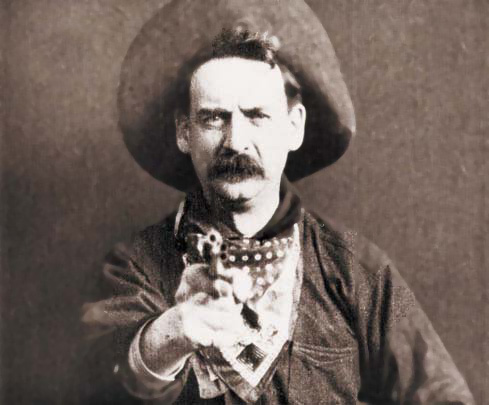
Justus D. Barnes strzelający do kamery

Napad na ekspres (ang. The Great Train Robbery) – amerykański western z 1903 roku w reżyserii Edwina S. Portera. W filmie reżyser wykorzystał zdjęcia plenerowe, ruch kamery oraz montaż równoległy. Ta filmowa relacja z napadu na pociąg wyróżnia się szybkością akcji oraz konsekwentnym budowaniem napięcia. Kolejne sceny pokazują realizację zaplanowanego wcześniej napadu na stację kolejową i pociąg, formowanie grupy pościgowej, a w kulminacyjnym momencie zabicie przestępców. Film wyróżnia scena, gdy nagle pojawia się w zbliżeniu jeden z bandytów, podnosi broń i mierzy w publiczność.
Film był na tyle dużym fenomenem, że rozpowszechnił się mit mówiący, że był to pierwszy film z gatunku western.
W tym filmie wystąpił pierwszy kaskader w historii kina Frank Hanaway, który był dawnym kawalerzystą armii USA.

## Obsada
- Broncho Billy Anderson – Bandyta / Zabity pasażer
- George Barnes – Bandyta
- Walter Cameron – Szeryf
- Frank Hanaway – Bandyta
- Marie Murray – Tancerka
- Justus D. Barnes – Bandyta strzelający na końcu filmu do kamery
- Mary Snow – Mała dziewczynka
- Morgan Jones
- Alfred C. Abadie – Szeryf

## Wyróżnienia
| Rok wpisania | National Film Registry |
| ------------ | --- |
| 1990         | Lista filmów budujących dziedzictwo kulturalne USA utworzona przez National Film Preservation Board i przechowywana w Bibliotece Kongresu Stanów Zjednoczonych |